# John Bainbridge
John Bainbridge (1582 - 3 de novembre de 1643) va ser un astrònom anglès.

## Vida
Bainbridge va néixer a Ashby-de-la-Zouch (Leicestershire), fill de Robert i Anne (nascuda Everard) Bainbridge. Va assistir a la Free Grammar School del seu poble nadiu i després va estudiar al Emmanuel College, Cambridge, on es va graduar el 1614.
Va retornar a Ashby on va practicar la Medicina durant quatre anys, va dirigir una escola i va estudiar astronomia pel seu compte. Després es va traslladar a Londres, on va ser admès al col·legi de metges el 6 de novembre de 1618, i va començar a ser conegut per una publicació referent al cometa de 1618 i va formar part del cercle de Gresham.
Sir Henry Savile (1549–1622) el va nomenar el 1620 per ocupar la càtedra Savilian chair of astronomy recien fundada per ell a la Universitat d'Oxford; Bainbridge es va incorporar al Merton College, Oxford.
Va morir a Oxford el 3 de novembre de 1643. Va ser amic de Christopher Heydon, escriptor sobre astrologia, i de John Greaves, el seu successor a la Savilian chair.

## Obra
Va escriure An Astronomical Description of the late Comet (1619); Canicularia (1648); i va traduir De Sphaera de Procle i De Planetarum Hypothesibus de Ptolemeu (1620). Existeixen algunes obres manuscrites seves a la Biblioteca del Trinity College de Dublín.